# Bleggio Inferiore
Bleggio Inferiore es una localidad y ex municipio de la provincia de Trento, región de Trentino-Alto Adigio, con 1.084 habitantes.
A partir del 1 de enero de 2010 se une con Lomaso para crear el nuevo municipio de Comano Terme.

## Evolución demográfica
| Gráfica de evolución demográfica de Bleggio Inferiore entre 1861 y 2001 |
|                                                                         |
| Fuente ISTAT - elaboración gráfica de Wikipedia                         |